# Географический центр Европы
Географический центр Европы — гипотетическая точка, отмечающая географический центр Европы.

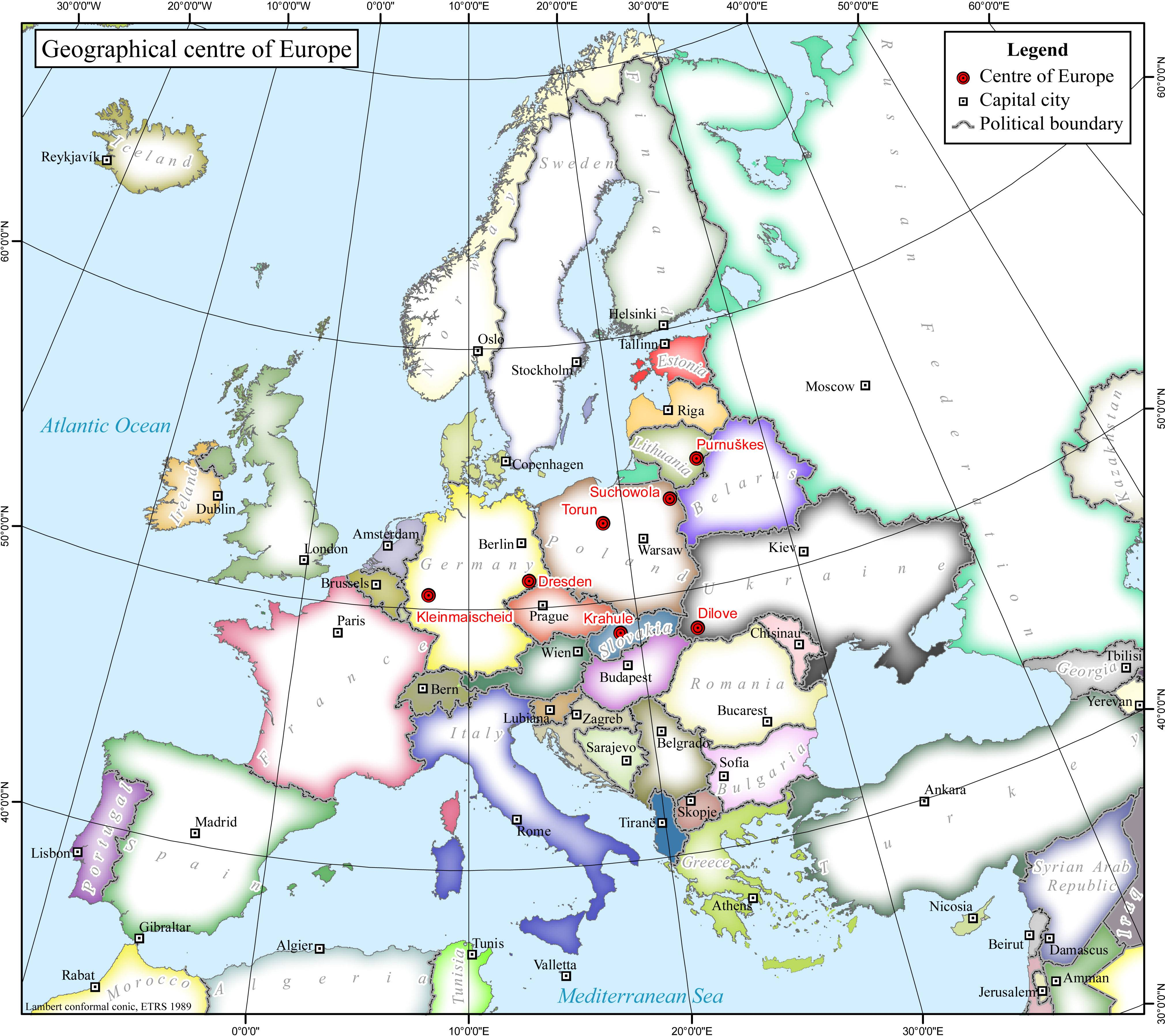
Карта, показывающая положение некоторых из претендентов на звание «центр Европы» (красные кружки)

Расположение центра зависит от определения границ Европы и, главным образом, определяется выбранной методикой подсчёта, а также тем, включаются ли удалённые острова в список крайних точек Европы или нет. Таким образом, на звание географического центра Европы претендует несколько мест.
- деревня Пурнушкес в 27,8 км к северу от Вильнюса, Литва[1];
- точка близ Полоцка в северной части Беларуси[2];
- точка возле села Деловое недалеко от Рахова, Закарпатская область, Украина[3];
- точка в деревне Крагуле около Кремницы, центральная Словакия[4];
- точка в гмине Суховоля, к северу от Белостока, северо-восточная Польша[5];
- несколько других, менее оправданных.

## История

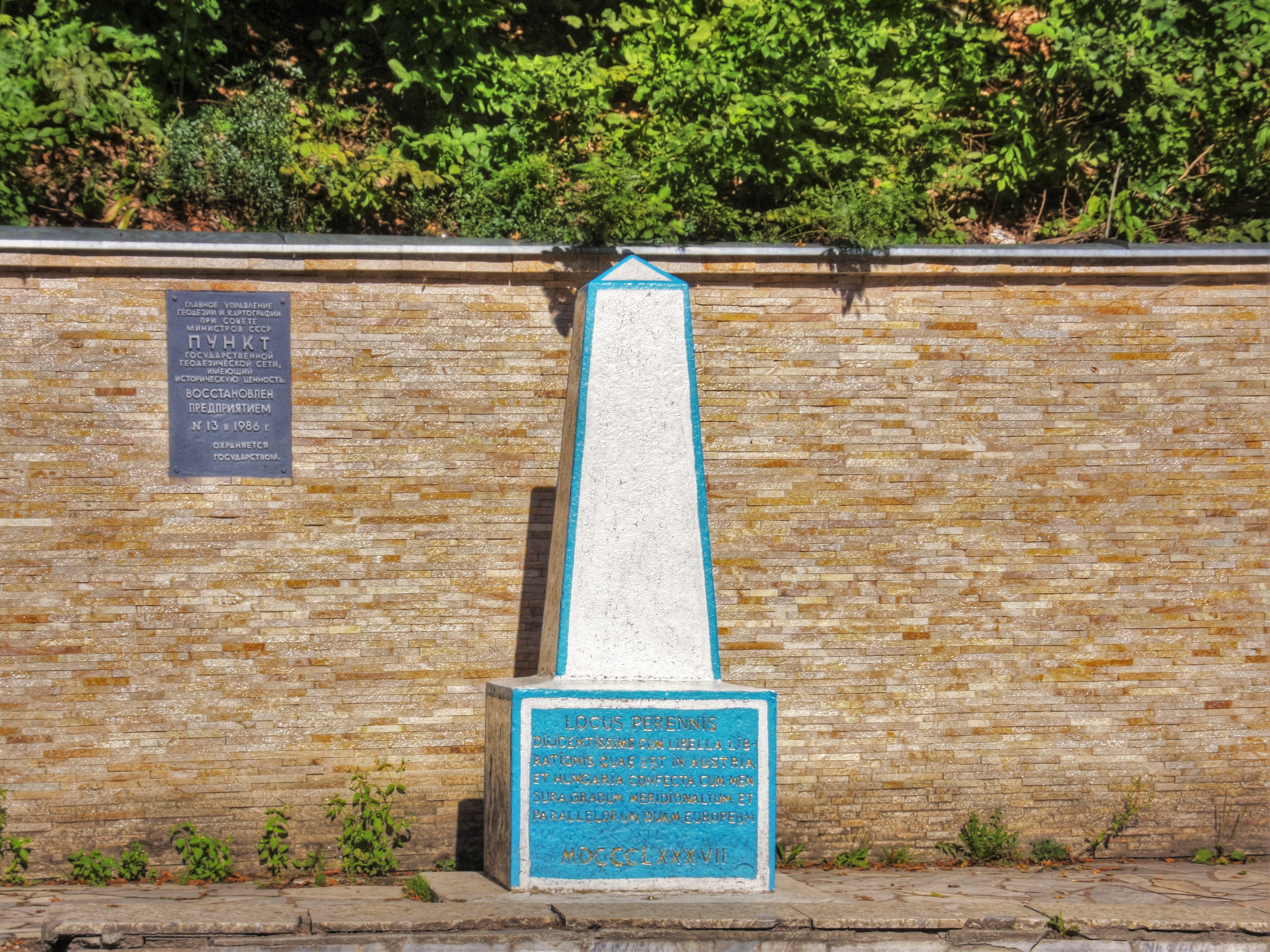
Знак географического центра Европы, установленный австро-венгерскими властями около города Рахов (Украина)

В 1775 году Шимон Антони Собекрайский, астролог и картограф короля Речи Посполитой Станислава Августа Понятовского, попытался вычислить географический центр Европы и пришёл к выводу, что он находится на рыночной площади городка Суховоля на западном краю Великого княжества Литовского.
В 1885—1887 годах географы Австро-Венгерской империи проводили геодезические исследования в Закарпатье (территория современной Украины) на предмет постройки железной дороги из Рахова в Сигет. Попутно было выяснено, что в Верхнетисенской котловине может находиться центр Европы. Учёные из венского Императорско-Королевского военно-географического института после тщательного изучения определили место предполагаемого географического центра Европы, и в 1887 году был установлен исторический каменный знак. Он представляет собой усечённую пирамиду высотой 1,5 м с прямоугольным постаментом. Латинская надпись на постаменте гласит (в переводе академика Н. Тарасова):

Постоянное место

Очень точно, специальным аппаратом, сделанным в Австрии и Венгрии, со шкалой меридианов и параллелей, установлен здесь Центр Европы

1887
Оригинальный текст (лат.)Locus Perennis

Dilicentissime cum libella librationis quae est in Austria et Hungaria confecta cum mensura gradum meridionalium et parallelorum quam Europeum

MDCCCLXXXVII

Границы Европы, использовавшиеся венскими учёными для вычислений, неизвестны, но по описаниям принимались во внимание крайние значения по широте и долготе, после чего вычислялся геометрический центр. Знак расположен по координатам 47°57′40″ с. ш. 24°11′10″ в. д., на берегу реки Тиса. Австрийские географы также отметили гору Тилленберг (высота 939 м) около богемского города Хеб и немецкого Нойальбенройта, поместив там медную табличку с надписью о центре Европы.

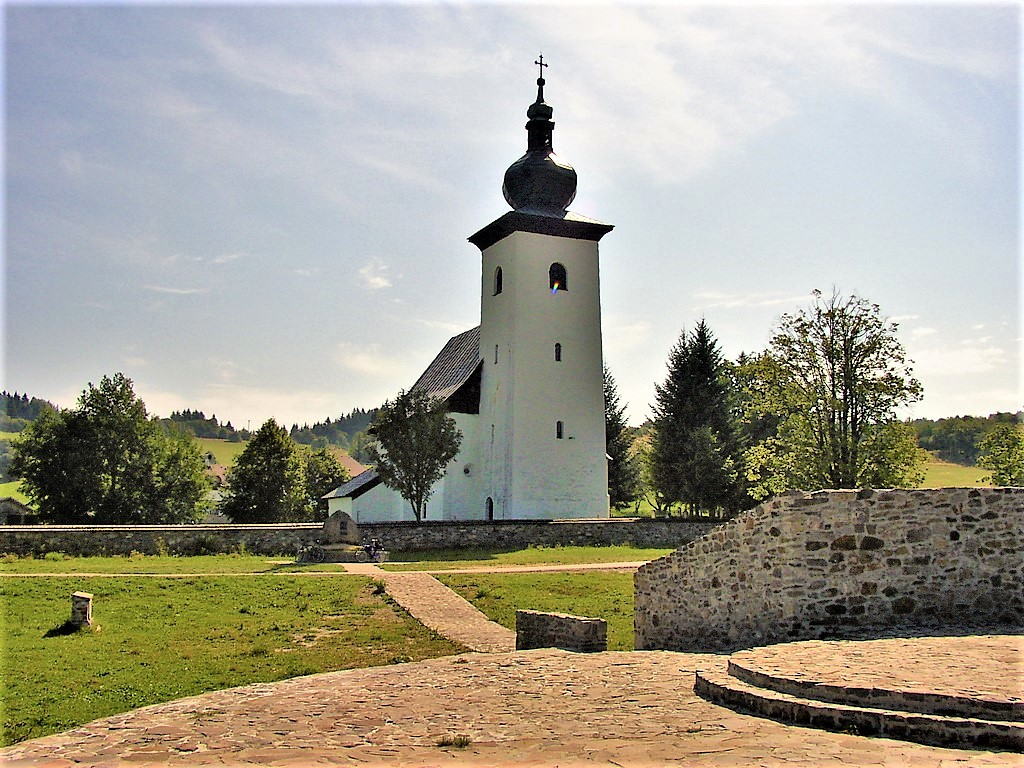
Центр Европы в Крагуле, Словакия

В начале 1900-х годов географы Германской империи провели собственные расчёты и заключили, что австрийские измерения были неправильными. По версии немецких исследователей, центр Европы находится в столице Саксонии городе Дрезден, рядом с церковью «Фрауэнкирхе». После Второй мировой войны исследования советских учёных подтвердили версию австрийцев, после чего знак в Рахове был обновлён — 27 мая 1977 года возле старого знака была построена стела высотой 7,2 м.
Ещё одним возможным центром Европы является словацкий город Крагуле (недалеко от Кремницы), ныне известный горнолыжный курорт. Кроме памятного камня, расположенного по координатам 48°44′37″ с. ш. 18°54′46″ в. д., в городе есть отель с названием «Центр Европы».

## Современные исследования

### Литва

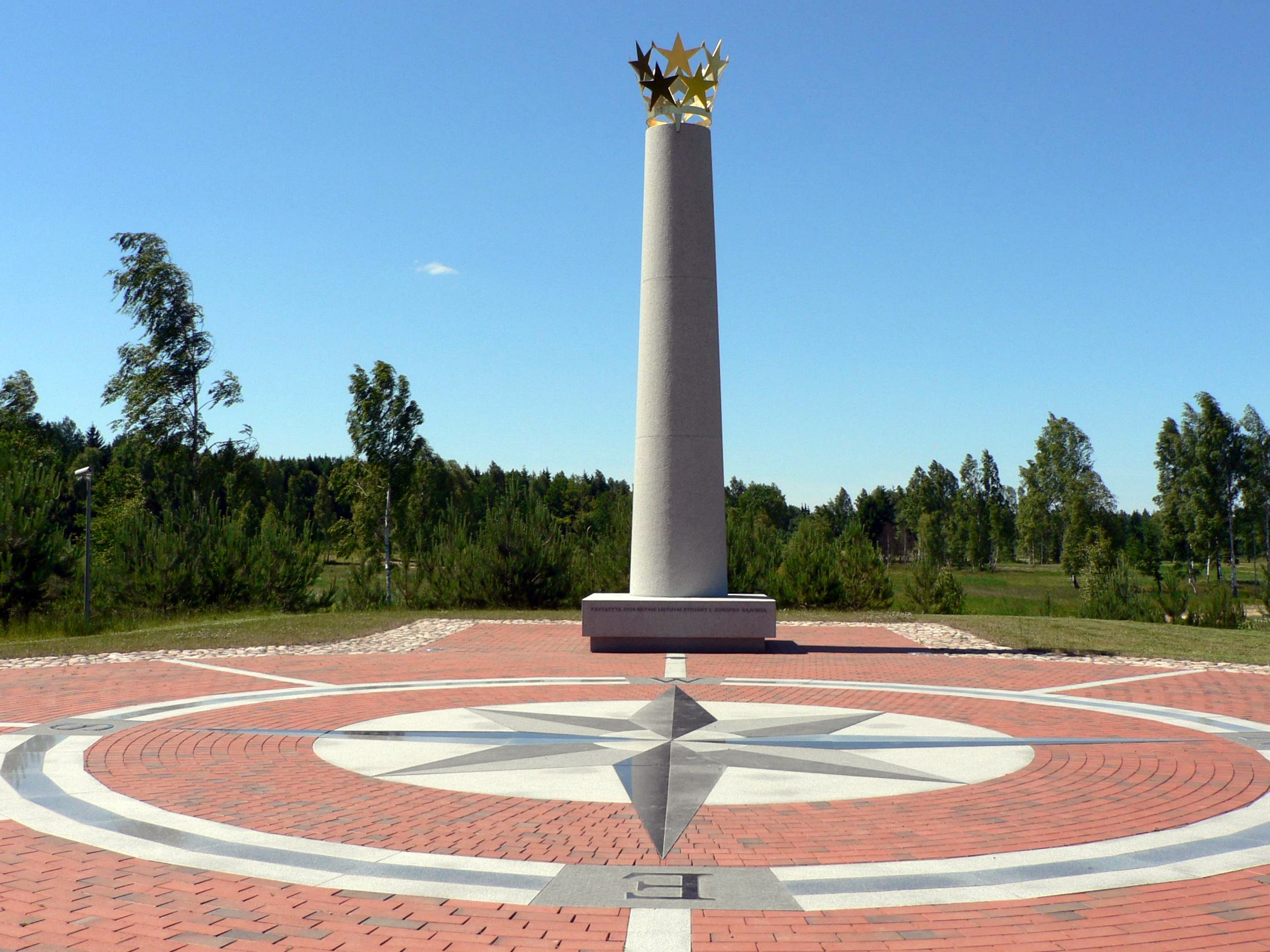
Памятная стела центра Европы в Литве

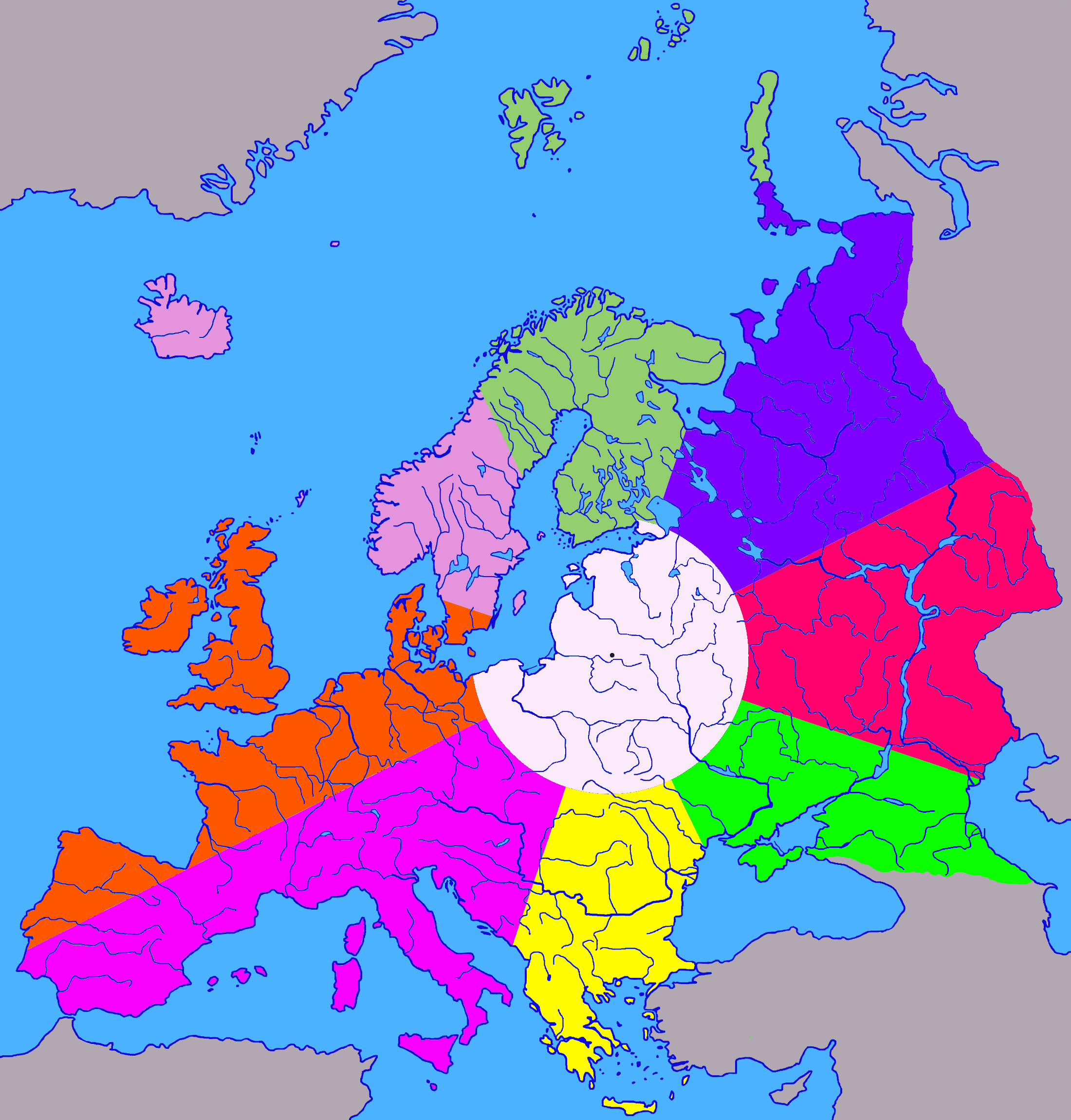
Деление Европы из географического центра возле Вильнюса на 8 сторон света и центральную часть. Площадь центральной части составляет 1/9 от площади Европы.

При вычислении центра масс геометрической фигуры Европы её центр оказывается в точке с координатами 54°54′ с. ш. 25°19′ в. д.. Соответствующие расчёты были проделаны Французским национальным институтом географии в 1989 году, и оказалось, что это место расположено в 25 км к северу от Вильнюса (столица Литвы). Монумент, созданный скульптором Гинтарасом Каросасом, был установлен в 2004 году. Государственный департамент туризма министерства экономики Литвы классифицировал монумент центра Европы и расположенный рядом с ним заповедник как туристическую достопримечательность. Это место — единственный географический центр Европы, занесённый в книгу рекордов Гиннесса. На гранитных плитках вокруг стелы указаны расстояния от центра Европы до столиц некоторых стран Европы и мира.
В 17 км от этого места располагается Парк Европы, в котором под открытым небом установлено множество скульптур.

### Беларусь
В 2000 году белорусские учёные Алексей Соломонов и Валерий Аношко опубликовали результаты исследования, согласно которым географический центр Европы расположен в 48 км к юго-западу от Полоцка, недалеко от озера Шо (55°10′55″ с. ш. 28°15′30″ в. д., Витебская область). Учёные использовали специальную компьютерную программу, которая принимает Европу за единое целое — Белое и Балтийское моря, Англию и Ирландию включили в программу как объекты материковой зоны. Предполагается, что в расчётах по определению центра Европы нужно учитывать внутренние воды Европы и Уральские горы — восточную границу Европы.
Российские учёные из ЦНИИГАиК подтвердили расчёты белорусских коллег. В Полоцке 31 мая 2008 года был возведён небольшой памятный знак.
Тем не менее на знаке указаны другие координаты (55°30′ с. ш. 28°48′ в. д.), которые говорят, что центр находится в самом городе Полоцке.

## Географический центр Европейского союза
Национальный географический институт Франции рассчитывает изменение местоположения как географического центра Европейского союза с 1987 года, фиксируя его новое местоположение с каждым приёмом в союз новых членов.

### 1987—1990

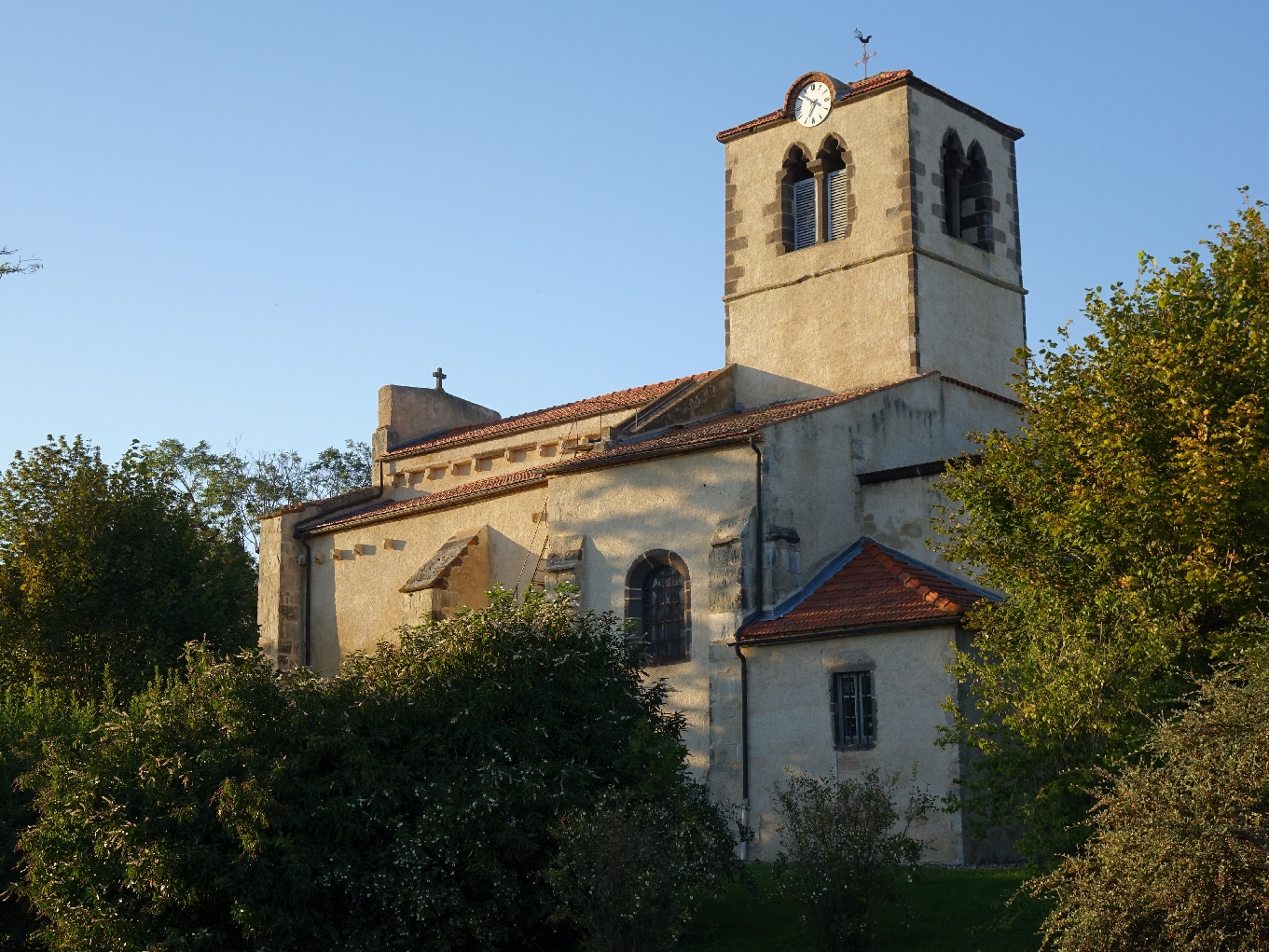
Церковь в Сен-Андре-ле-Кок

12 членов: в 1987 году центр Европейского союза из 12 стран был объявлен в середине Франции — в деревне Сен-Андре-ле-Кок в департаменте Пюи-де-Дом региона Овернь.

### 1990—1995

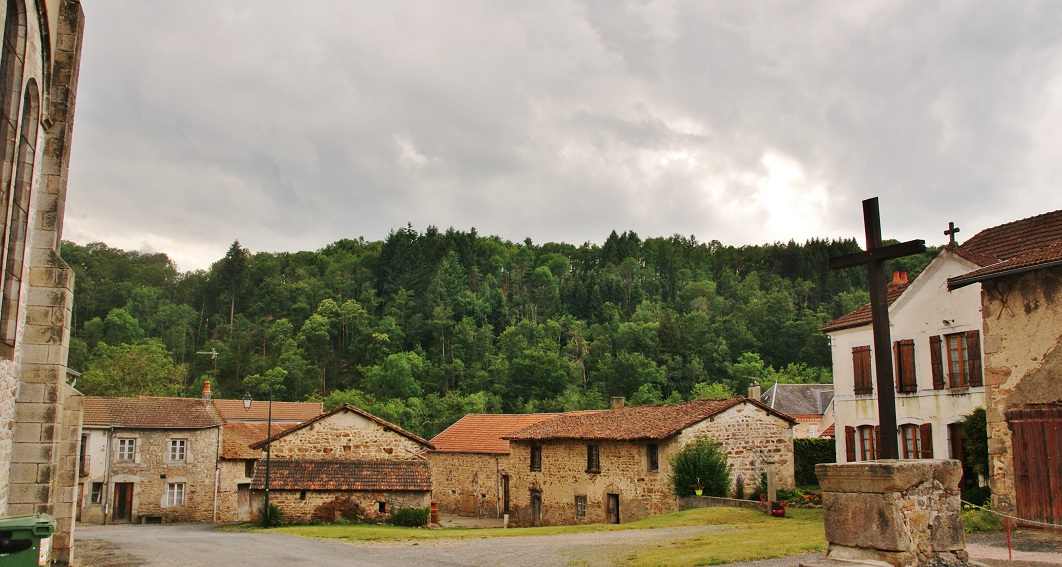
Деревня Сен-Клеман

12 членов (после воссоединения Германии): в 1990 году географический центр ЕС переместился примерно на 25 км к северо-востоку, в место с названием Noireterre в деревне Сен-Клеман, департамента Алье того же региона Овернь. В Сен-Клемане существует небольшой памятник, посвященный этому событию.

### 1995—2004

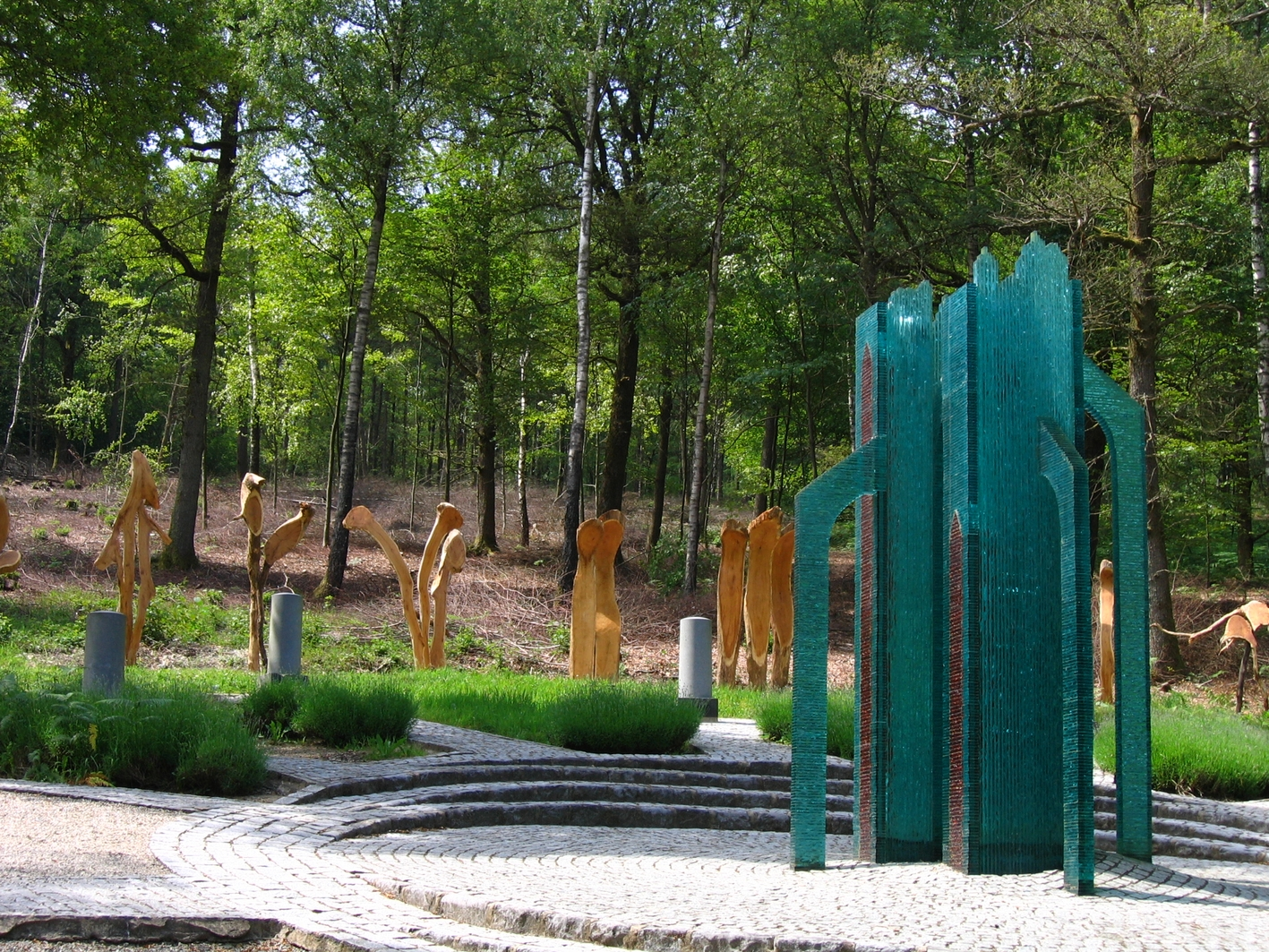
Памятник в Вируанвале

15 членов: институтом был определён новый географический центр Европейского союза в коммуне Вируанваль, Бельгия, где также был установлен памятник.

### 2004—2007

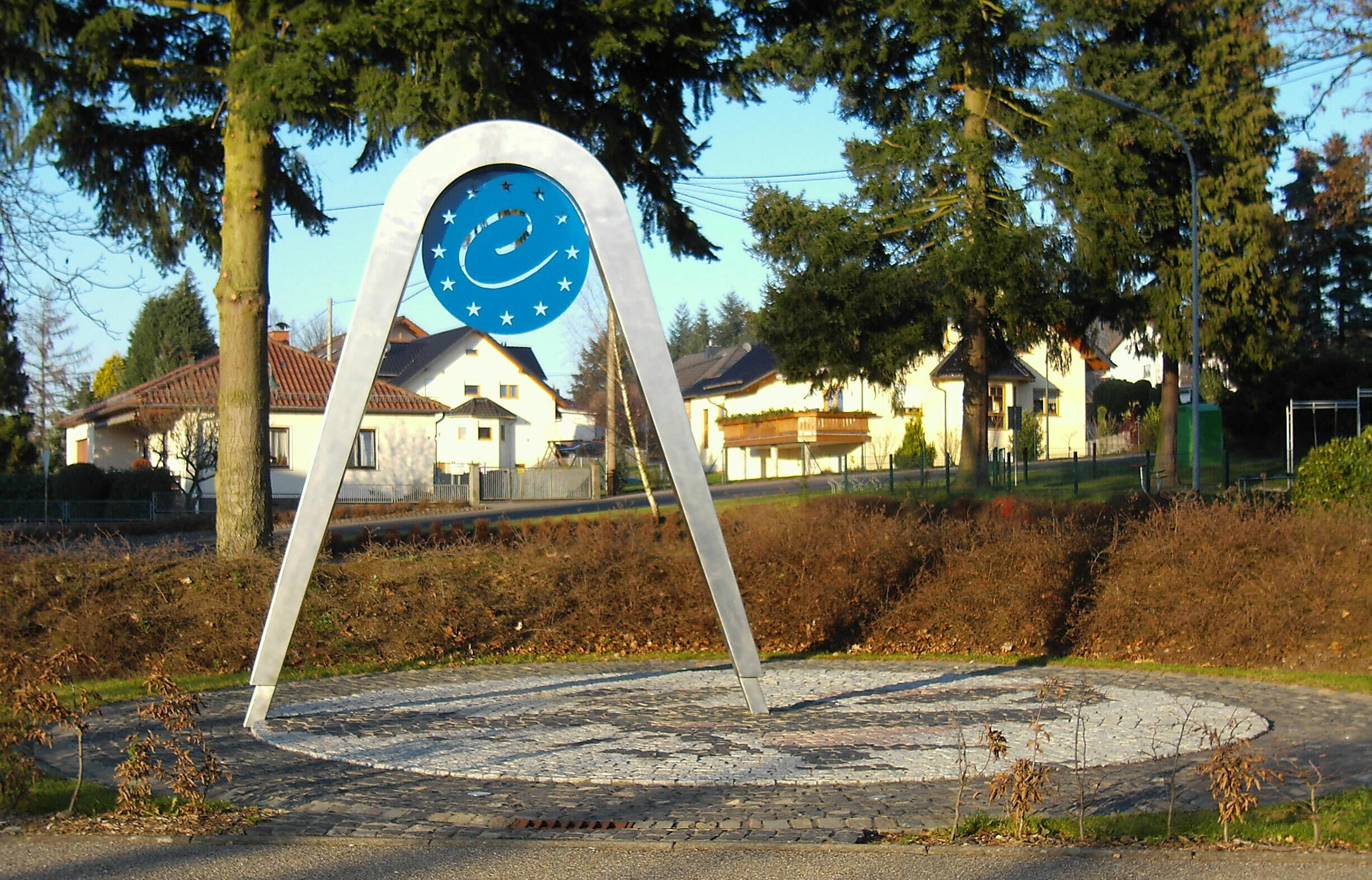
Мемориал в Клайнмайшайде

25 членов: новый центр ЕС из 25 государства переместился в немецкую деревню Клайнмайшайд земли Рейнланд-Пфальц.

### 2007—2013

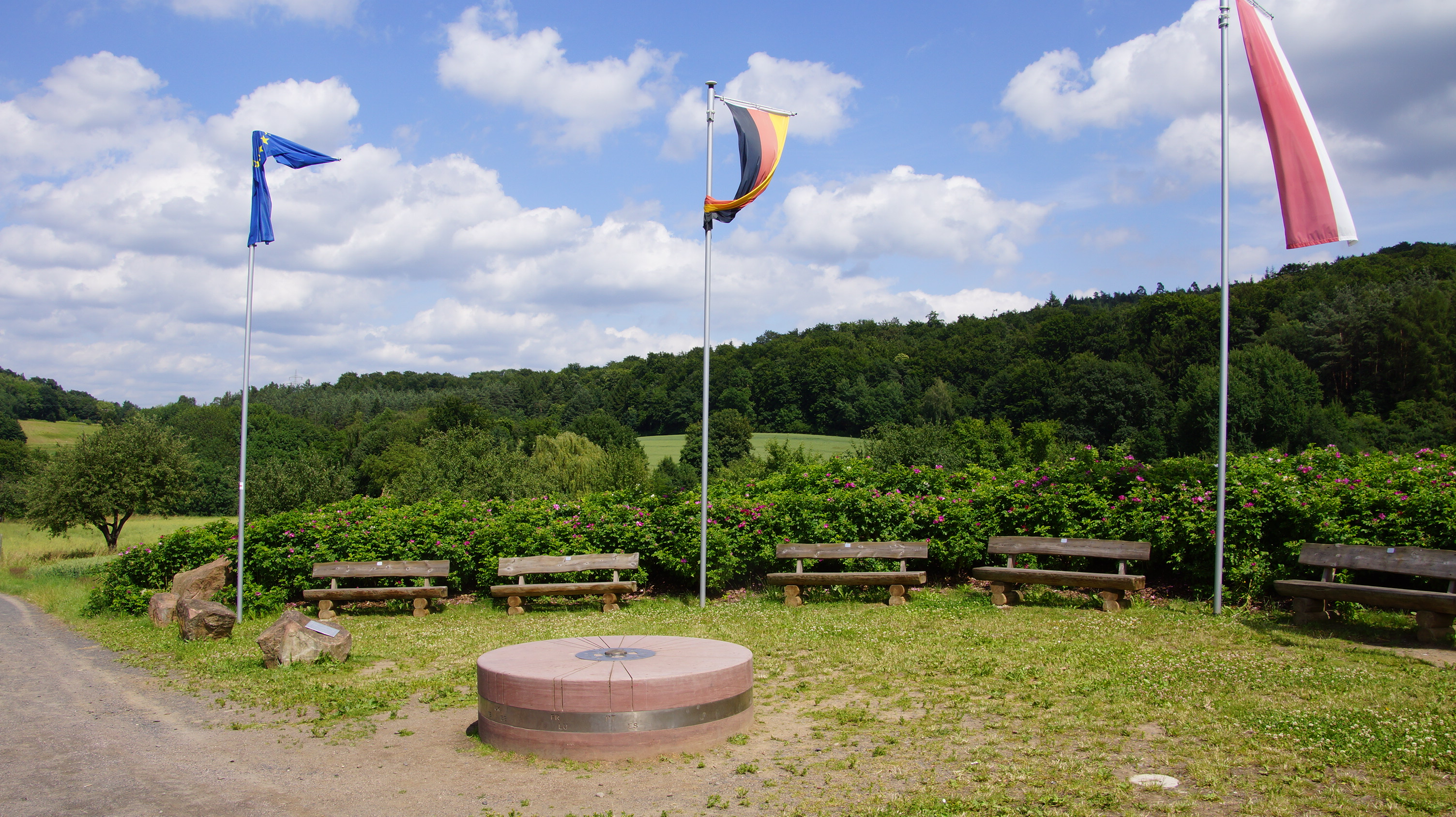
Мемориал около Гельнхаузена

27 членов: с включением в ЕС Румынии и Болгарии, географический центр союза переместился на поле рядом с городом Гельнхаузен земли Гессен в Германии, сместившись от прежней точки на 115 километров.

### 2013—2020

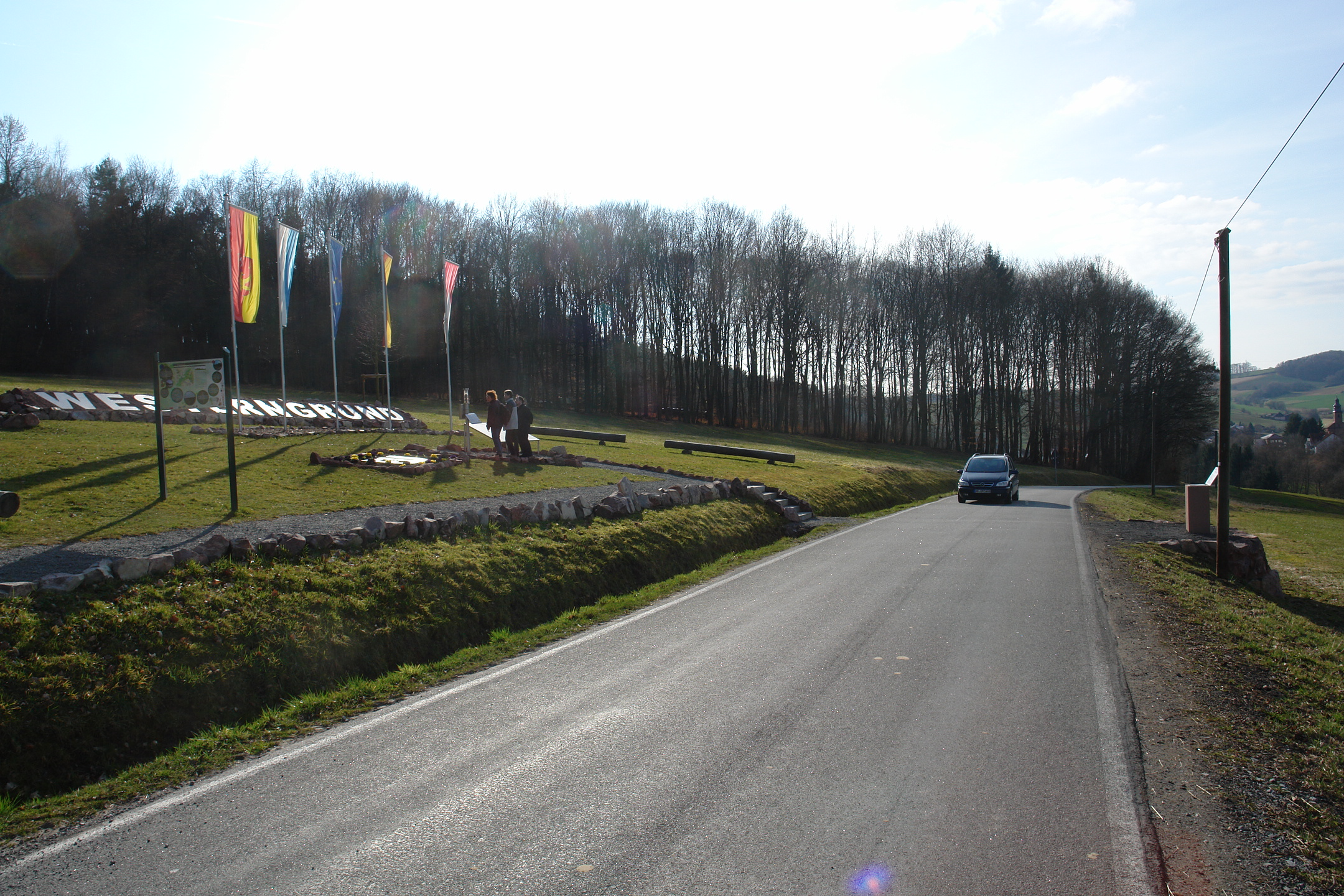
Географический центр ЕС в Вестернгрунде

28 членов: с присоединением Хорватии, географический центр Европейского союза остался в Германии, на северо-западе Баварии в местечке Вестернгрунд. Когда заморский департамент Франции Майотта присоединился к ЕС в мае 2014 года, географический центр союза сместился на 500 метров, но также остался в Вестернгрунде.

### 2020 — настоящее время

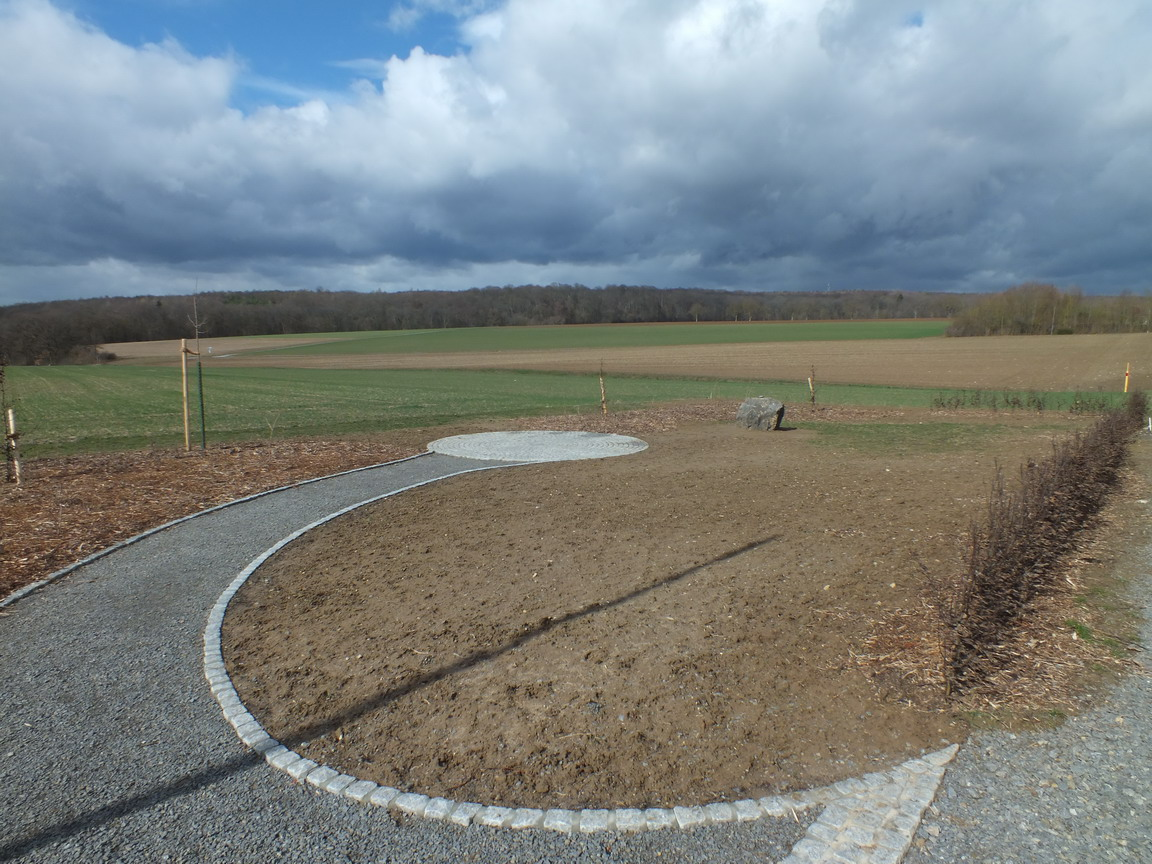
Географический центр ЕС в Гадхайме

27 членов: с выходом Великобритании из ЕС, географический центр Европейского союза переместился в Гадхайм возле Вюрцбурга.